# Vasilije Adžić
Vasilije Adžić (Nikšić, Serbia y Montenegro, 12 de mayo de 2006) es un futbolista montenegrino. Juega de mediocampista o extremo y su equipo actual es la Juventus F. C. de la Serie A.

## Trayectoria

### Budućnost Podgorica
Adžić firmó un contrato de juvenil con F. K. Budućnost en abril de 2022. Hizo su debut en agosto del mismo año, anotando un gol de larga distancia contra el Arsenal Tivat en la victoria por 4-0. Al hacerlo, se convirtió en el goleador más joven en la historia de Budućnost Podgorica y el segundo más joven en la máxima categoría del fútbol montenegrino, detrás de Ilija Vukotić. El 11 de octubre de 2023, el reconocido diario inglés The Guardian lo nombró uno de los mejores jugadores nacidos en 2006 en todo el mundo.

### Juventus de Turín
El 11 de junio de 2024 se hizo oficial el acuerdo para su traspaso por un periodo de tres años a la Juventus F.C.  con un valor cercano a los 2 millones de euros. Adžić llega para formar parte de la reserva, la Juventus Next Gen, que juega en la Serie C, tercera categoría del fútbol italiano, sin embargo, podrá formar parte del primer equipo cuando así se le requiera.

## Selección nacional
Representa y respresentó a la selección de Montenegro en varias de sus categorías juveniles

## Estadísticas

#### Clubes
Actualizado al último partido disputado 26 de junio de 2025.
| F. K. Budućnost · Montenegro | 1.ª           | 2022-23       | 23 | 3  | 1 | 0 | 0 | 0 | 24 | 3  |
| F. K. Budućnost · Montenegro | 1.ª           | 2023-24       | 35 | 6  | 5 | 1 | 4 | 1 | 44 | 8  |
| F. K. Budućnost · Montenegro | Total club    | Total club    | 58 | 8  | 6 | 1 | 4 | 1 | 68 | 10 |
| Juventus F. C. · Italia | 1.ª           | 2024-25       | 6  | 0  | 1 | 0 | 2 | 0 | 9  | 0  |
| Juventus F. C. · Italia | Total club    | Total club    | 6  | 0  | 1 | 0 | 2 | 0 | 9  | 0  |
| Juventus Next Gen · Italia | 3.ª           | 2024-25       | 10 | 4  | 0 | 0 | - | - | 10 | 4  |
| Juventus Next Gen · Italia | Total club    | Total club    | 10 | 4  | 0 | 0 | 0 | 0 | 10 | 4  |
| Total carrera | Total carrera | Total carrera | 74 | 12 | 7 | 1 | 6 | 1 | 87 | 14 |
| (1) Incluye datos de la Copa de Montenegro. (2) Incluye datos de la Liga de Campeones de la UEFA y la Liga Europa Conferencia de la UEFA. |               |               |    |    |   |   |   |   |    |    |